# Саммит НАТО в Бухаресте (2008)
Саммит НАТО в Бухаресте или 20-й саммит стран-членов НАТО состоялся 2-4 апреля 2008 года в Бухаресте (Румыния). На повестке дня стояли вопросы о признании Косова, военные действия в Афганистане, расширение Альянса, присоединение к нему Хорватии, Албании и Македонии, а также присоединения к ПДЧ Украины и Грузии. В прессе это собрание окрестили саммитом «больших надежд» и «больших скандалов».
Политолог Джон Миршаймер считает данный саммит началом обострения ситуации в Грузии и на Украине: «превращение Украины в проамериканскую либеральную демократию» было расценено Россией как «экзистенциальная угроза».